# Vanilla (keresztnév)
A Vanilla latin vagy angol eredetű női név, jelentése vanília fűszernövény.

## Rokon nevek
- Vanília:[1] újabb névalkotás a vanília szóból.

## Gyakorisága
Az 1990-es években nem volt anyakönyvezhető, a 2000-es években nem szerepel a 100 leggyakoribb női név között.

## Névnapok
- június 9.